# فيليبسبورغ (سينت مارتن)
فيليبسبورغ (بالهولندية: Philipsburg) هي المدينة الرئيسية وعاصمة دولة سينت مارتن. تقع المدينة على امتداد ضيق من الأرض بين جريت باي وجريت سولت بوند. تعتبر بمثابة مركز تجاري لجزيرة سينت مارتن، حيث تشمل سينت مارتن النصف الجنوبي. اعتبارًا من 2017 يبلغ عدد سكانها 1894 نسمة.

## التاريخ
تأسست شركة فيليبسبورغ عام 1763 من قبل جون فيليبس، وهو قبطان اسكتلندي في البحرية الهولندية. سرعان ما أصبحت المستعمرة مركزًا نشطًا للتجارة الدولية. يشهد الحصنان التاريخيان على الأهمية الاستراتيجية لشركة فيليبسبورج في تاريخ سانت مارتن: حصن أمستردام وحصن ويليم.
- قائمة الآثار المحددة في فيليبسبورج

## مناخ
تمتاز مدينة فيليبسبورج بمناخ السافانا الاستوائي (كوبن أو)،  وهو أكثر جفافاً من معظم أجزاء شمال شرق الكاريبي بسبب الظل المطري القادم من جبال الجزيرة، مما يؤدي إلى جفاف الرياح التجارية الشمالية الشرقية. وهو أكثر الشهور جفافاً هي من يناير إلى يوليو، والأكثر أمطارًا من سبتمبر إلى نوفمبر، عندما تكون الأعاصير متكررة الحدوث في المنطقة.
| البيانات المناخية لـPhilipsburg, Sint Maarten (مطار الأميرة جوليانا الدولي) 1971–2000 | البيانات المناخية لـPhilipsburg, Sint Maarten (مطار الأميرة جوليانا الدولي) 1971–2000 | البيانات المناخية لـPhilipsburg, Sint Maarten (مطار الأميرة جوليانا الدولي) 1971–2000 | البيانات المناخية لـPhilipsburg, Sint Maarten (مطار الأميرة جوليانا الدولي) 1971–2000 | البيانات المناخية لـPhilipsburg, Sint Maarten (مطار الأميرة جوليانا الدولي) 1971–2000 | البيانات المناخية لـPhilipsburg, Sint Maarten (مطار الأميرة جوليانا الدولي) 1971–2000 | البيانات المناخية لـPhilipsburg, Sint Maarten (مطار الأميرة جوليانا الدولي) 1971–2000 | البيانات المناخية لـPhilipsburg, Sint Maarten (مطار الأميرة جوليانا الدولي) 1971–2000 | البيانات المناخية لـPhilipsburg, Sint Maarten (مطار الأميرة جوليانا الدولي) 1971–2000 | البيانات المناخية لـPhilipsburg, Sint Maarten (مطار الأميرة جوليانا الدولي) 1971–2000 | البيانات المناخية لـPhilipsburg, Sint Maarten (مطار الأميرة جوليانا الدولي) 1971–2000 | البيانات المناخية لـPhilipsburg, Sint Maarten (مطار الأميرة جوليانا الدولي) 1971–2000 | البيانات المناخية لـPhilipsburg, Sint Maarten (مطار الأميرة جوليانا الدولي) 1971–2000 | البيانات المناخية لـPhilipsburg, Sint Maarten (مطار الأميرة جوليانا الدولي) 1971–2000 |
| الشهر                                                                                 | يناير                                                                                 | فبراير                                                                                | مارس                                                                                  | أبريل                                                                                 | مايو                                                                                  | يونيو                                                                                 | يوليو                                                                                 | أغسطس                                                                                 | سبتمبر                                                                                | أكتوبر                                                                                | نوفمبر                                                                                | ديسمبر                                                                                | المعدل السنوي                                                                         |
| ------------------------------------------------------------------------------------- | ------------------------------------------------------------------------------------- | ------------------------------------------------------------------------------------- | ------------------------------------------------------------------------------------- | ------------------------------------------------------------------------------------- | ------------------------------------------------------------------------------------- | ------------------------------------------------------------------------------------- | ------------------------------------------------------------------------------------- | ------------------------------------------------------------------------------------- | ------------------------------------------------------------------------------------- | ------------------------------------------------------------------------------------- | ------------------------------------------------------------------------------------- | ------------------------------------------------------------------------------------- | ------------------------------------------------------------------------------------- |
| الدرجة القصوى °م (°ف)                                                                 | 32.7 (90.9)                                                                           | 31.6 (88.9)                                                                           | 32.6 (90.7)                                                                           | 33.6 (92.5)                                                                           | 33.5 (92.3)                                                                           | 33.9 (93.0)                                                                           | 34.2 (93.6)                                                                           | 35.1 (95.2)                                                                           | 34.8 (94.6)                                                                           | 34.3 (93.7)                                                                           | 33.9 (93.0)                                                                           | 32.1 (89.8)                                                                           | 35.1 (95.2)                                                                           |
| متوسط درجة الحرارة الكبرى °م (°ف)                                                     | 28.6 (83.5)                                                                           | 28.7 (83.7)                                                                           | 29.2 (84.6)                                                                           | 29.8 (85.6)                                                                           | 30.4 (86.7)                                                                           | 31.3 (88.3)                                                                           | 31.6 (88.9)                                                                           | 31.7 (89.1)                                                                           | 31.6 (88.9)                                                                           | 31.2 (88.2)                                                                           | 30.2 (86.4)                                                                           | 29.2 (84.6)                                                                           | 30.3 (86.5)                                                                           |
| المتوسط اليومي °م (°ف)                                                                | 25.5 (77.9)                                                                           | 25.4 (77.7)                                                                           | 25.7 (78.3)                                                                           | 26.5 (79.7)                                                                           | 27.4 (81.3)                                                                           | 28.2 (82.8)                                                                           | 28.3 (82.9)                                                                           | 28.6 (83.5)                                                                           | 28.5 (83.3)                                                                           | 28.2 (82.8)                                                                           | 27.3 (81.1)                                                                           | 26.1 (79.0)                                                                           | 27.2 (81.0)                                                                           |
| متوسط درجة الحرارة الصغرى °م (°ف)                                                     | 23.2 (73.8)                                                                           | 23.1 (73.6)                                                                           | 23.5 (74.3)                                                                           | 24.1 (75.4)                                                                           | 25.1 (77.2)                                                                           | 25.2 (77.4)                                                                           | 26.1 (79.0)                                                                           | 26.2 (79.2)                                                                           | 26.0 (78.8)                                                                           | 25.7 (78.3)                                                                           | 24.9 (76.8)                                                                           | 23.9 (75.0)                                                                           | 24.8 (76.6)                                                                           |
| أدنى درجة حرارة °م (°ف)                                                               | 18.6 (65.5)                                                                           | 19.2 (66.6)                                                                           | 19.5 (67.1)                                                                           | 19.3 (66.7)                                                                           | 20.2 (68.4)                                                                           | 22.3 (72.1)                                                                           | 22.1 (71.8)                                                                           | 21.4 (70.5)                                                                           | 22.0 (71.6)                                                                           | 22.1 (71.8)                                                                           | 21.2 (70.2)                                                                           | 20.0 (68.0)                                                                           | 18.6 (65.5)                                                                           |
| معدل هطول الأمطار مم (إنش)                                                            | 66.0 (2.60)                                                                           | 50.7 (2.00)                                                                           | 45.2 (1.78)                                                                           | 64.0 (2.52)                                                                           | 93.3 (3.67)                                                                           | 61.8 (2.43)                                                                           | 71.6 (2.82)                                                                           | 98.8 (3.89)                                                                           | 139.6 (5.50)                                                                          | 113.0 (4.45)                                                                          | 149.3 (5.88)                                                                          | 93.8 (3.69)                                                                           | 1٬047٫1 (41.22)                                                                       |
| متوسط الأيام الممطرة (≥ 1.0 mm)                                                       | 11.9                                                                                  | 9.3                                                                                   | 9.0                                                                                   | 11.8                                                                                  | 10.3                                                                                  | 8.4                                                                                   | 12.2                                                                                  | 13.9                                                                                  | 13.5                                                                                  | 13.8                                                                                  | 14.8                                                                                  | 13.3                                                                                  | 142.0                                                                                 |
| متوسط الرطوبة النسبية (%)                                                             | 74.7                                                                                  | 74.1                                                                                  | 73.6                                                                                  | 75.0                                                                                  | 75.9                                                                                  | 75.1                                                                                  | 74.8                                                                                  | 75.4                                                                                  | 76.3                                                                                  | 76.8                                                                                  | 77.4                                                                                  | 76.6                                                                                  | 75.5                                                                                  |
| ساعات سطوع الشمس الشهرية                                                              | 257.2                                                                                 | 235.2                                                                                 | 271.6                                                                                 | 265.4                                                                                 | 251.0                                                                                 | 245.1                                                                                 | 257.2                                                                                 | 288.1                                                                                 | 232.4                                                                                 | 244.6                                                                                 | 235.0                                                                                 | 246.7                                                                                 | 3٬009٫4                                                                               |
| نسبة وصول أشعة الشمس                                                                  | 73.5                                                                                  | 72.7                                                                                  | 72.2                                                                                  | 70.6                                                                                  | 62.4                                                                                  | 62.0                                                                                  | 63.2                                                                                  | 67.7                                                                                  | 62.8                                                                                  | 67.0                                                                                  | 68.3                                                                                  | 71.4                                                                                  | 67.8                                                                                  |
| المصدر: Meteorological Department Curaçao                                             |                                                                                       |                                                                                       |                                                                                       |                                                                                       |                                                                                       |                                                                                       |                                                                                       |                                                                                       |                                                                                       |                                                                                       |                                                                                       |                                                                                       |                                                                                       |

## السياحة

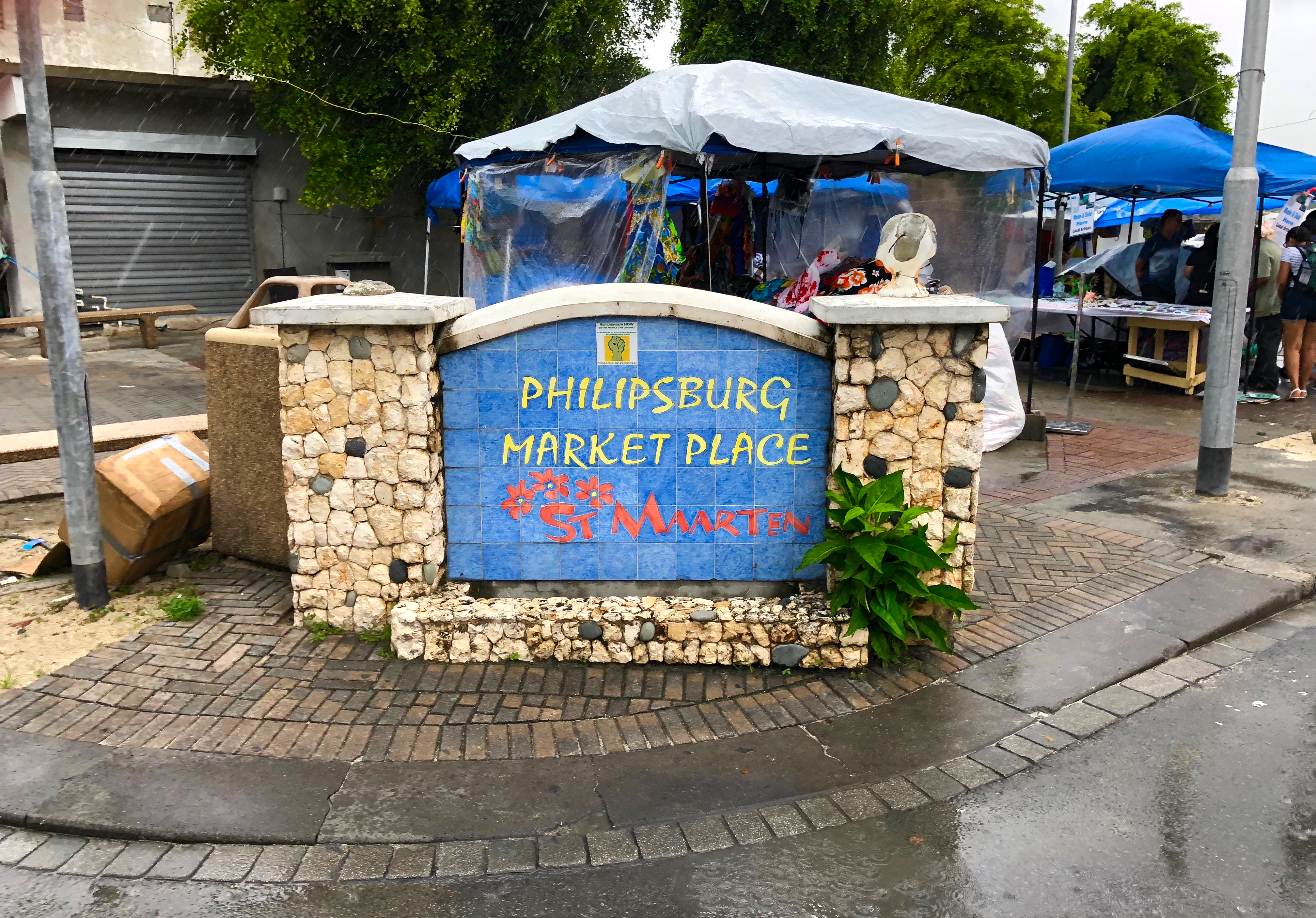
سوق فيليبسبورج.

منطقة التسوق الرئيسية في شارع فرونت التي تقع في قلب المدينة. أيضًا يوجد بالمدينة ميناء الذي يزوره العديد من سفن الرحلات البحرية.

## المواصلات

### مطار الأميرة جوليانا الدولي

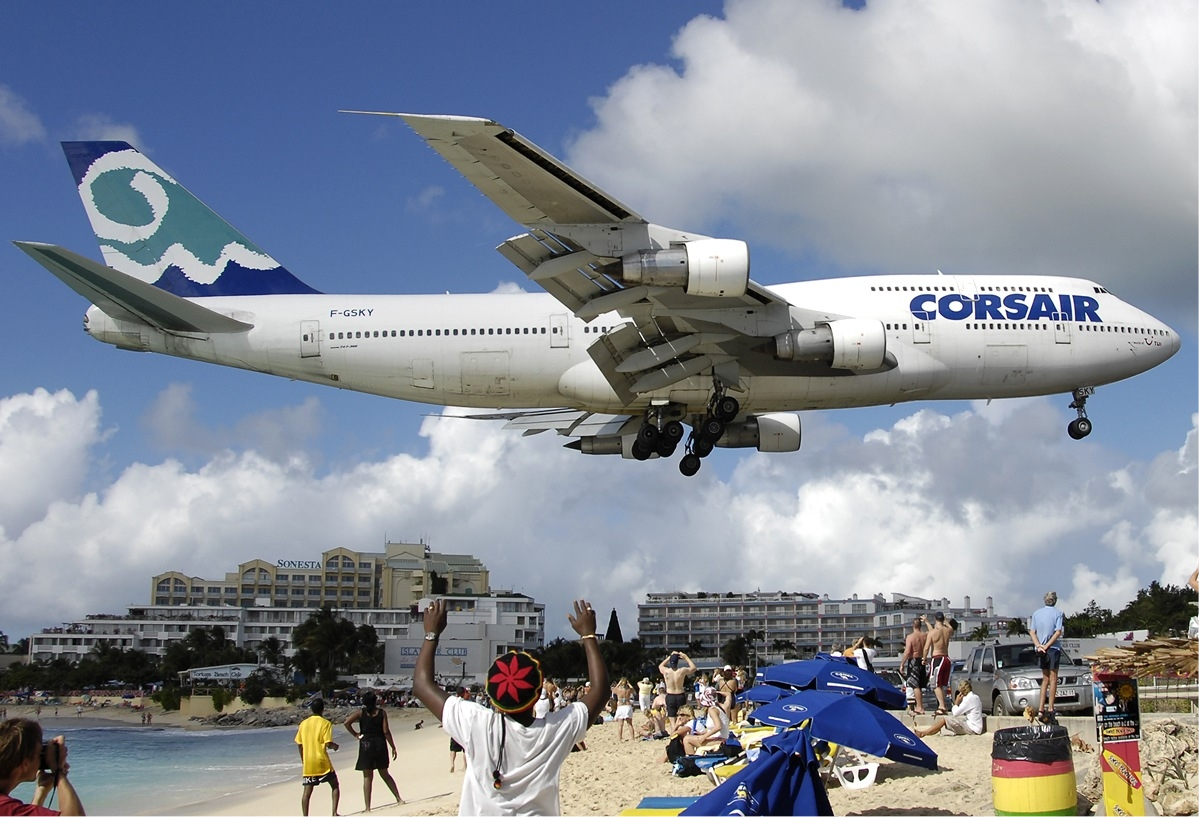
كورسير بوينج 747-300 في نهائي قصير

مطار الأميرة جوليانا الدولي (IATA : SXM، ICAO : TNCM) المشهور عالميًا بصوره القريبة من طائرات الهبوط، الواقع غرب فيليبسبورج أصبح مقصدًا سياحيًا في حد ذاته. جيت بلاست من الطائرات المغادرة التي تعتبر عامل جذب آخر لأنها تخلق الموجات الاصطناعية. ومع ذلك، فإن جيت بلاست تشكل خطرا جسديا، لذلك يتعين على المشاهدين توخي الحذر؛ ووجهت السلطات المحلية تحذيرا على سور المطار لتنبيه الناس إلى مخاطر جيت بلاست.

## التعليم
تشمل المدارس:
- مدرسة أورانج (الابتدائية العامة)
- الأب بورجيا الابتدائية (ابتدائي مدعوم)
- مدرسة القديس يوسف الابتدائية (الابتدائية المدعومة)
- المدرسة الشمسية (ثانوية مدعومة)

تقع مكتبة فيليبسبورج جوبيلي في فيليبسبورج.

## روابط خارجية
- مكتبة فيليبسبورج جوبيلي، مكتبة سانت مارتن العامة نسخة محفوظة 24 مايو 2017 على موقع واي باك مشين.